# Домбровський Віктор Олексійович
Віктор Олексійович Домбровський (рос. Виктор Алексеевич Домбровский; 30 вересня 1913, Ростов — 1 лютого 1972, Ленінград) — радянський астроном.
Родився в Ростові (нині Ярославська область). У 1936 закінчив Ленінградський університет. З 1936 працював в обсерваторії Ленінградського університету (з 1962 — її директор), професор університету.
Основні наукові роботи присвячені астрополяриметрії. У 1936-1941 займався фотометрією змінних зірок, спектрофотометрією туманностей. В кінці 40-х років одним з перших в СРСР почав дослідження поляризації випромінювання зірок і туманностей. Одночасно з В. А. Гілтнером і Дж. Холом відкрив фотографічним методом міжзоряну поляризацію (повідомлення про це опубліковане в 1949). У 1951 створив перший в країні фотоелектричний астрополяриметр. Досліджував поляризацію випромінювання низки дифузних туманностей, ядер галактик різних типів, нестаціонарних зірок. У 1954 відкрив, незалежно від М.О.Вашакідзе, сильну поляризацію світла Крабоподібної туманності, підтвердивши тим самим синхротронну природу її випромінювання. За ініціативою Домбровського і під його керівництвом у Вірменії, поблизу Бюракана, була побудована південна астрофізична станція обсерваторії Ленінградського університету (відкрита в 1968).
В.О.Домбровський вів свої спостереження в Бюраканській обсерваторії, користуючись першим вітчизняним фотоелектричним поляриметром, виготовленим в АО ЛГУ. Сьогодні такий поляриметр може показатися смішним: «зайчик» від дзеркала гальванометра відкидався на стрічку з фотопаперу, який після достатньої експозиції проявлявся.
Премія ім. Ф. А. Бредихіна АН СРСР (1974).